# Eosamon boonyaratae
Eosamon boonyaratae is een krabbensoort uit de familie van de Potamidae. De wetenschappelijke naam van de soort is voor het eerst geldig gepubliceerd in 1987 door Naiyanetr.